# Mortagne-du-Nord
Mortagne-du-Nord is een gemeente in het Franse Noorderdepartement (Frans: département du Nord) (regio Hauts-de-France). De gemeente telde op 1 januari 2022 1.581 inwoners en maakt deel uit van het arrondissement Valenciennes.

## Geschiedenis
Mortagne lag in Het Doornikse (Tournaisis). Tot 1521 was Tournaisis Frans. Het werd veroverd door keizer Karel V en bleef onderdeel van de Spaanse Nederlanden tot 1668 (Verdrag van Aken). Terwijl de rest van Tournaisis in 1713 door de Vrede van Utrecht weer bij de Nederlanden kwam, bleven de heerlijkheid Saint-Amand en Mortagne (echter zonder de dorpen die ervan afhingen) Frans.

## Geografie
Mortagne ligt aan de samenvloeiing van de Schelde en de Scarpe, tegen de grens met België.
De oppervlakte van Mortagne-du-Nord bedroeg op 1 januari 2022 2,18 vierkante kilometer; de bevolkingsdichtheid was toen 725,2 inwoners per km².

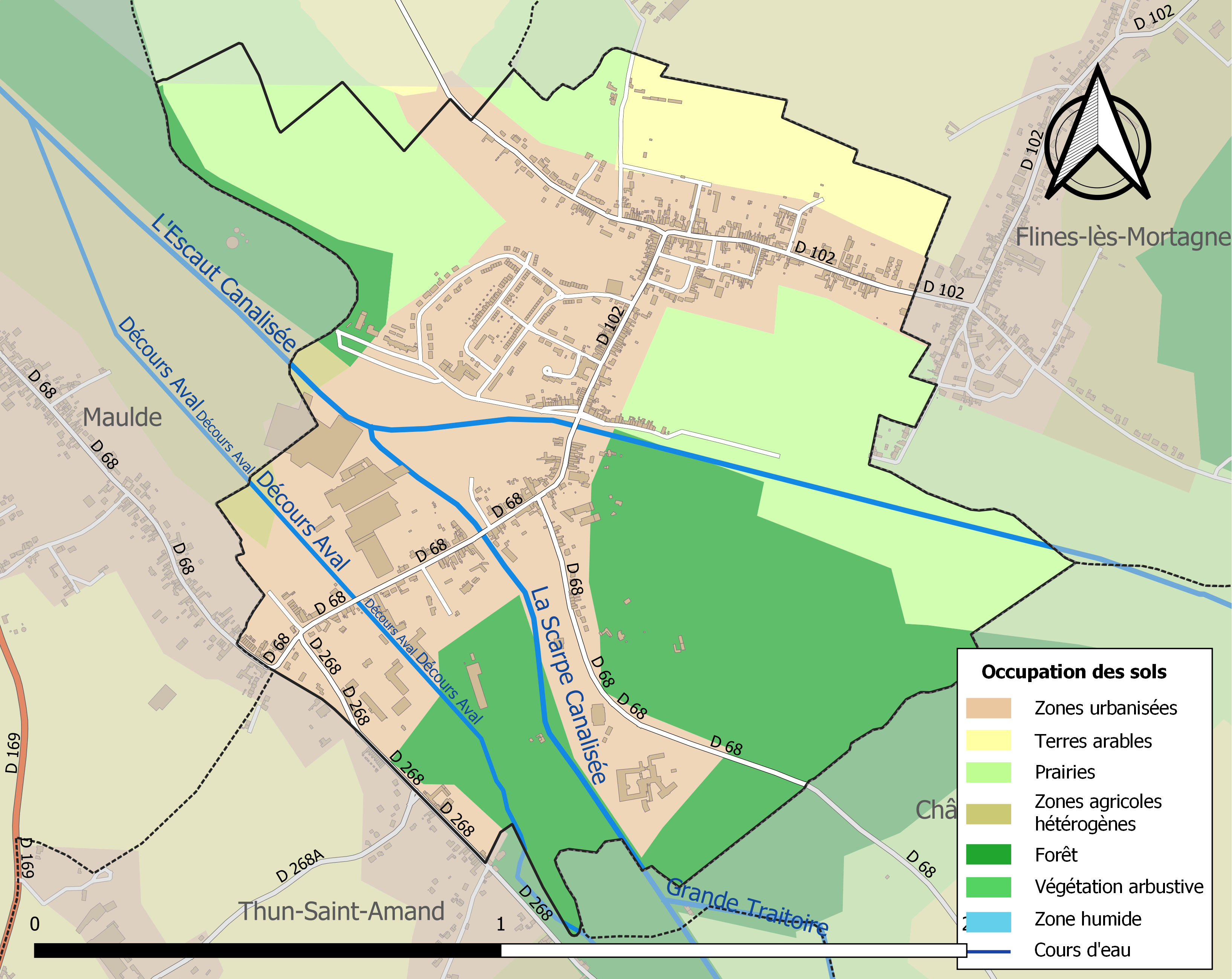
Kaart van de gemeente met belangrijkste infrastructuur, bodemgebruik en omliggende gemeenten

## Bezienswaardigheden
- De Sint-Niklaaskerk (Église Saint-Nicolas) is een neogotisch kerkgebouw. In 1820 werd de eerste kerk gebouwd die in 1918 door de Duitsers werd opgeblazen en in 1926-1932 werd herbouwd.
- Op de gemeentelijke begraafplaats van Mortagne-du-Nord bevinden zich vijf Britse oorlogsgraven uit de Eerste Wereldoorlog.

## Natuur en landschap
Mortagne-du-Nord ligt aan de Frans-Belgische grens en aan de samenvloeiing van de Scarpe en de Schelde. De hoogte aan de kerk bedraagt 19 meter.

## Economie
Mortagne-du-Nord kende diverse metallurgische en chemische bedrijven, te weten:
- Een zeer belangrijke zinksmelter die in bedrijf was van 1901-1963. Hij had maar liefst 13 schoorstenen doch werd geheel gesloopt in 1989. Op het hoogtepunt werkten hier ruim 1500 mensen.
- Een zwavelzuurfabriek die in bedrijf was van 1924-1968.
- Een loodsmelter die in bedrijf was van 1924-1930.

## Demografie
Onderstaande figuur toont het verloop van het inwonertal (bron: INSEE-tellingen).

## Nabijgelegen kernen
Laplaigne, Flines-lès-Mortagne, Maulde, Thun-Saint-Amand, Château-l'Abbaye